# Эскива де Бюр
Эскива II де Бюр (Eschiva de Bures) (ум. 1187 или позже) — княгиня Галилеи с 1159.
В некоторых современных российских публикациях её имя неправильно переводится как Эшива, однако в первоисточниках латинское написание однозначно: Eschive.
Согласно основателю Foundation for Medieval Genealogy Чарльзу Коли (Charles Cawley), дочь (единственный ребёнок) Элинара (Элинанда) де Бюра (ум. до 1154), князя Галилеи в 1142—1148, племянника князя Галилеи Гильома I де Бюра (ум. после 1147). Историк Мартин Райнхаймер (Martin Rheinheimer) не исключает также версию, что её отцом мог быть Радульф д’Иси (Radulf de Ysis), другой племянник Гильома I де Бюра, упоминаемый в 1131 г. Ханс Эберхард Майер (Hans Eberhard Mayer) утверждает, что её родители — Гильом II де Бюр и его жена Эрменгарда Ибелин. В таком случае Эскива II де Бюр родилась между 1136 и 1140 годами.
Унаследовала Галилею после смерти Гильома II де Бюра между сентябрём 1158 и мартом 1159 года. В таком случае хронология князей Галилеи выглядит так:
- 1119-1142 Гильом I де Бюр
- 1142-1148 Элинар де Бюр, племянник предыдущего
- ? - 1158/59 Гильом II де Бюр, брат Элинара
- С 1159 Эскива де Бюр, дочь кого-то из двух предыдущих или Радульфа д’Иси - племянника Гильома I де Бюра по матери.

Не позднее марта 1159 года Эскива де Бюр вышла замуж за Готье де Фокамберга (ум. 1174), шателена Сент-Омера. От него дети:
- Гуго (ум. после 1204), князь Галилеи (с 1197 титулярный);
- Гильом (ум. до 1204);
- Одо (Эд), коннетабль Триполи (1194/96), сеньор Гогулата (1187/1218);
- Рауль, титулярный князь Галилеи с 1197, сеньор Сарепты.

Овдовев, Эскива II де Бюр 1 октября 1174 года вышла замуж за Раймонда III (1139/40-1187), графа Триполи.
В 1187 году столицу Галилеи Тибериаду захватил Саладин. Но территории западнее от неё остались под властью князей ещё на 10 лет.